# Liv Westphal
Liv Westphal (Milán, Italia, 22 de diciembre de 1993) es una atleta francesa. Su especialidad son los 5000 metros lisos, distancia en la que ganó el campeonato de Europa Promesa en julio de 2015. Tiene el récord de Francia en 5 000 metros en pista cubierta.
- Datos: Q20993698
- Multimedia: Liv Westphal / Q20993698